# 苹果酸脱氢酶 (脱羧)
苹果酸脱氢酶 (脱羧)（英語：malate dehydrogenase (decarboxylating)，EC 1.1.1.39 （页面存档备份，存于））是一种以NAD+或NADP+为受体、作用于供体CH-OH基团上的氧化还原酶。这种酶能催化以下酶促反应：
(S)-苹果酸 + NAD+ {\displaystyle \rightleftharpoons } 丙酮酸 + CO2 + NADH
苹果酸脱氢酶 (脱羧)主要参与丙酮酸的代谢过程以及固碳作用（Carbon fixation）。苹果酸脱氢酶 (脱羧)是C4和CAM植物固定二氧化碳过程中使用的三种脱羧酶之一（其余两种分别为苹果酸脱氢酶 (草酰乙酸脱羧) (NADP+)磷酸烯醇丙酮酸羧化激酶）。